# ۹۷۹ (میلادی)
۹۷۹ (میلادی) نهصد و هفتاد و نهمین سال تقویم میلادی است.

## درگذشتگان
‎